# Antirodni pokret
Antirodni pokret ili antidženderistički pokret (eng. anti-gender movement) nastao je nakon 2000. godine iz međunarodno koordiniranih kulturnih i političkih aktivnosti protivljenja idejama proizašlim iz feminizma trećeg vala i povezanim s rodnim studijama. One ideje kojima se protive pobornici antirodnoga pokreta nazivaju rodnom ideologijom ili dženderizmom, a njihove pobornike nazivaju dženderistima. Neki kritičari iz redova desnih konzervativaca u SAD-u svrstavaju rodnu ideologiju pod kulturni marksizam.
Antirodni pokret – a i sam termin rodna ideologija – nastao je u katoličkim krugovima.
Nastanak antirodnog pokreta stavlja se u 1994. ili 1995. godinu kada su počele rasprave o korištenju pojma rod u dokumentima konferencijā UN-a u Kairu i Pekingu, a idejno je zaokružen do 2003. godine kada je Papinski savjet za obitelj objavio knjigu Lexicon: Ambiguous and Debatable Terms Regarding Family Life and Ethical Questions autorā Michela Schooyansa, Alfonsa Lópeza Trujilla i drugih. Pokret je korijene uhvatio najprije 2004. u Španjolskoj gdje su krugovi vezani uz Katoličku crkvu ustali protiv uvođenja istospolnoga braka, godine 2006. u Hrvatskoj povodom uvođenja seksualnog odgoja u škole te u Italiji 2007. godine protiv legalizacije istospolnih partnerstava. Potom se pokret širio u zemlje diljem Europe i svijeta.
Naziv rodna ideologija ne upotrebljavaju feministi i aktivisti LGBT-a. Pri međunarodnom udruženju za ravnopravnost LGBTQ+ osoba ILGA Europe 2019. godine rečeno je da antirodni pokret okuplja konzervativne i vjerske aktere koji surađuju na nacionalnom i međunarodnoj razini protiv tzv. ‘rodne ideologije’. Kako se aktivnosti antidženderista nalaze na putu reformama koje predlažu LGBT udruge, ILGA Europe 2019. godine održala je seminar pod nazivom Odgovaranje andidženderističkom pokretu: Retorika protivljenja, mogućnosti našega pokreta i načini za građenje naših narativa.

## Filozofska osnova
U znanstvenoj zajednici prihvaćeno je poimanje da se rod i spol dva odvojena, ali povezana pojma.
Ideja dekonstrukcije roda izvorno je formirana u lezbijsko feminističkim i separatističko feminističkim krugovima u New Yorku 1980-ih godina, makar njihovi kasniji pobornici nisu nužno radikalni poput separatističkih feministica. Taj skup ideja uključuje sagledavanje o suštinski konfliktnu odnosu između društvenih grupa – definiranih rasom, imovinskom moći i rodom – koje se nadograđuje na izvorna marksistička stajališta. Konflikt između muškaraca i žena u povijesnim se društvima očituje kao seksizam gdje se u patrijarhalnim sustavima uspostavljaju društvene strukture s pomoću kojih muškarci tlače žene. Feminističke autorice nude različite – u nekim slučajevima radikalne – pristupe kako bi se razriješio taj društveni konflikt.
Protivnici dekonstrukcije smatraju da ovakva nastojanja imaju dalekosežne posljedice na brak i obitelj.
Primjerice, pozornost aktivista na seksualna prava, slobodu i zdravlje mladih edukacijom, većom dostupnošću abortivnih i biomedicinskih tehnika, ali i nastojanjem da se oslabi utjecaj tradicionalnih etičkih načela iz područja seksualnosti među djecom i mladima, pobornici antirodnoga pokreta vide kao napad na tradicionalno shvaćanje seksualnosti kojim se nastoji mlade uvjeriti u svekoliku slobodu izbora u području spolnosti: nije bitno hoće li eksperimentiranje spolnošću rezultirati heteroseksualnim, homoseksualnim, biseksualnim ili kakvim drugim opredjeljenjem.
Pod kritikom su i postdženerističke ideje da je rod štetan za ljudsku vrstu i da se upotrebom raznih neurotehnoloških, biotehnoloških i drugih postupaka može eliminirati.
Brendan O'Neil u svibnju 2013. godine o donošenju zakona kojim se istospolnim zajednicama daje status braka piše: [...] što zapravo ministri i aktivisti, koji govore o trenutnoj definiciji braka koja isključuje istospolne parove kao o problemu nejednakosti, pod time misle? Na primjer, bi li bio zločin protiv jednakosti kad bi se meni uskratilo pravo na upis na Royal College of Music? Da, istina je da ne znam svirati nijedan instrument i ne znam čitati note, ali što je s mojim pravom da se sa mnom postupa jednako kao s onima koji to znaju? ... Neki zagovornici homoseksualnih brakova kažu da je samo ljubav bitna i da je zbog toga isključivanje iz institucije braka ljudi koji vole osobe istoga spola, bez sumnje despotski čin i pravi primjer prakticiranja nejednakosti.
Sa sličnih pozicija, Wendy McElroy 2020. godine smatra da rodna teorija od marksizma – od kojega se razlikuje po metodama koje nudi za razješenje društvenih nepravdi – nasljeduje sagledavanje društvenih odnosa kao antagonističkih te se pojedince koji pripadaju nekoj od privilegiranih društvenih klasa smatra krivim i sagledava kao čin nasilja na dvije noge.
Kritičari antirodnoga pokreta smatraju da su ideje koje antidženderisti obuhvaćaju sintagmom rodna ideologija previše heterogene da bi se mogle smatrati jednom jedinstvenom ideologijom, te drže da je naprosto riječ o nazivu kojega koriste društveni konzervativci koji se protive promjenama u odnosima spolova i većim pravima za LGBT osobe.

### Kritike unutar feminizma
Već u početcima rodne teorije o njoj je kritički pisala američka feministička Christina Hoff Sommers 1994. godine u knjizi Who Stole Feminism? How Women Have Betrayed Women. Sommers tu konstatira novu teorijsku i praktičnu orijentaciju u pokretu za ženska prava te iznosi mišljenje da gender feministice upropaštavaju postignuća naraštaja feministica koje su se borile za jednakost spolova i koje i dalje žele tako činiti ubrajajući i sebe u tu skupinu. Smatra da je kontraproduktivno uvjeravati svijet i žene same da nisu sposobne biti slobodne osobe ako ne prestanu biti žene. Tvrdi da su već početkom 1990-ih godina gender feministice zauzetim radom uspjele u SAD-u uzeti u ruke ključeve bilo kakvih financiranja zalaganja za ženska prava, kako iz državnih, tako iz privatnih izvora. Opisuje ona kako postaje nemogućim napredovati u sveučilišnom svijetu bez podrške feministica pobornica nove ideologije.
C. H. Sommers zauzima se za klasični equity feminizam gdje se traži jednakost i pravičnost za žene te tvrdi kako se pokazuje da što su stvari bolje za žene, to su profesorice sa ženskih studija srditije ... Doista ne mislim da trebamo jednu alternativnu viziju. Mislim da već imamo dobru viziju, koju zovem 'equity feminizam'. To je klasični feminizam koji nam je donio pravo glasa, koji nam je donio pravičnost (engl. 'equity') u obrazovanju, koji nam nastavlja donositi jednakost šansi. To je feminizam u koji ja vjerujem. Tome nije trebalo davati neki filozofski izraz jer su to već sasvim lijepo bile učinile Mary Wollstonecraft, Elizabeth Cady Stanton i Susan B. Anthony. To je baština žena u ovoj zemlji. Stoga nisam trebala pisati jednu novu filozofiju feminizma ... Ono što sam morala učiniti je bilo da razotkrijem tu posebnu školu feminizma koju ja zovem gender feminizam.
Ovom knjigom uvrstila se u novu kategoriju disidentskih feministica koje su kritične prema glavnoj struji modernog feminizma nastalog 1980-ih godina u SAD-u. Među tim disidentskim feministicama ističe se Camille Paglia – kulturalna kritičarka, feministička publicistica i profesorica sociologije na University of the Arts u Philadelphiji.
Među zapaženim disidenticama koje se protive suvremenom feminizmu trećeg vala ističe se i Kanađanka Janice Fiamengo: njeno predavanje na Sveučilištu u Ottawi u ožujku 2013. godine je fizički prekinula velika grupa feminističkih aktivistica zbog neslaganja sa sadržajem njezinih predavanja.
Krajem 2017. godine na Sveučilištu Cambridge LGBT i feminističke udruge ishodile su zabranu predavanja Linde Bellos jer je najavila da će u svojem predavanju kritizirati stanovite tendencije da borci za prava transrodnih osoba: transseksualni muškarci nameću svoju agendu feminističkom pokretu.

## Kritika pokreta
Američka novinarka Ana Campoy piše 2016. godine o rodnoj ideologiji kao novom terminu kojega su počeli koristiti konzervativci širom svijeta. Njime se obuhvaćaju raznolike ideje s kojima se konzervativci današnjice ne slažu, a kojima da je jedino zajednički da odstupaju od tradicionalnih pogleda na odnose između muškaraca i žena i na pitanja spolnosti općenito. Ukazuje da su osobito katolici usredotočeni na termin roda kako se počeo koristiti od 1990-ih godina jer ga smatraju trojanskim konjem kojemu je zadaća u društvu nametnuti protuobiteljske politike.
Stefanie Mayer i Birgit Sauer u radu ‘Gender ideology’ in Austria: Coalitions around an empty signifier iz 2017. godine karakteriziraju sintagmu rodna ideologija kao puku političku poštapalicu svojstvenu konzervativcima, kršćanima, te desničarskim populistima i ekstremistima.
Tijekom rasprave o prihvaćanju Istanbulske konvencije u Hrvatskoj 2017. i 2018. godine feministice su se vrlo odlučno protivile govoru o rodnoj ideologiji smatrajući da takvo što ne postoji.
U veljači 2018. godine hrvatska feministica Marina Biti rekla je da je rodna ideologija termin kojim se koriste konzervativci kako bi zastrašili javnost i da je posrijedi sintagma koja je puštena u opticaj s misijom zaustavljanja promjena nabolje u sferi rodnih odnosa. Sanja Barić “rodna ideologija” vidi ”kao izmišljeno čudovište koje sadrži sva ona ponašanja vezana uz seksualnost u najširem smislu, a koja nisu po volji bilo vjerskim zajednicama, bilo tradicionalno konzervativnim krugovima pa je onda izmišljen pojam koji sve to objedinjuje”.
Roman Kuhar i Aleš Zobec 2017. godine konstatirali su da rodna ideologija nikad nije jasno definirana, pa da je onda o njenom sadržaju moguće govoriti na način kao što se govori o teorijama zavjere. Ukazuju da bi kritičari morali najprije dokazati da je “shvaćanje roda kao društvenog konstrukta pogrešan i neznanstveni pristup društvenim ulogama i identitetima baziranima na rodu”.

## Aktivnosti
Antirodni pokret prisutan je u čitavu svijetu, a članovi nastupaju protiv mnogih ideja kao što su pobačaj, istospolna partnerstva, posvajanje djece u istospolne zajednice, upotrebe surogatnih majki i tako dalje.
Tako primjerice tvrde da rodna ideologija promiče ne samo što šire korištenje sredstava protiv začeća, nego potiče na pobačaj (uključujući eugenički, gdje se istrebljuju plodovi nositelji bolesti poput Downovasindroma i Tay-Sachsove bolesti) pod egidom prava na izbor i brige za zdravlje žene.
Feminističke autorice Elżbieta Korolczuk i Agnieszka Graff pišu 2018. da su antidženderisti svoje ciljeve uspjeli povezati s nacionalnim težnjama otpora globalizaciji te su liberalne društvene elite uspjeli prikazati kao svojevrsne kolonizatore koji promoviraju dženderizam kao ideologiju koju svjetski bogati nameću siromašnima. Zahvaljujući tomu, antirodni pokret ima jaku ideološku koherenciju i moć.

### Katolička crkva
Prve oštre kritike teorije roda došle su i dolaze iz katoličkih krugova.
U početcima katoličkog protivljenja teoriji roda nalazi se značajni doprinos američke feministice i ustavne pravnice Mary Ann Glendon koja je vodila izaslanstvo Svete Stolice na Konferenciji Ujedinjenih naroda o ženama održanoj u Pekingu 1994. godine. Tim povodom bila je među ranim intelektualcima koji su započeli narativ o ideološkoj kolonizaciji te iznijela ocjenu da “dokumenti iz Pekinga predstavljaju jedan ‘novi kolonijalizam’ namijenjen da prije kontrolira nego oslobodi žene” tako što “se stvara vezu između pomoći za razvoj i programa koji žene pritišću u smjeru pobačaja, sterilizacije i riskantnih kontraceptivnih metoda”, a tijekom te konvencije doprinijela je da se “kontroverza oko korištenja riječi ‘rod’... razriješi konsenzusom da riječ rod treba razumjeti u skladu s dotadašnjim uobičajenim korištenjem u Ujedinjenim narodima”. Glendon je u to vrijeme pisala kako nove ideje koje su već prevladavale u feminističkom pokretu sredinom 1990-ih godina uključuju negativan stav prema obiteljskom životu, a kao test lojalnosti feminizmu nameću podršku pravima homoseksualaca i pobačaju te da se zauzvrat većina djevojaka i žena u SAD-u toga doba odbija identificirati s (takvim) feminizmom.
Katolička crkva svoje je službeno protivljenje rodnoj ideologiji uvrstila i u točku 224 Kompendija socijalnog nauka Crkve iz 2004. godine: Suočeni s teorijama koje smatraju rodni identitet za puki kulturni i socijalni proizvod interakcije između zajednice i pojedinca, neovisno o osobnom spolnom identitet i bez ikakvog odnosa prema istinskom smislu spolnosti, Crkva ne prestaje ponavljati svoje učenje ‘Svatko, muškarac i žena, treba priznati i prihvatiti svoj spolni identitet. Fizičke, moralne i duhovne razlike i komplementarnosti su orijentirane prema dobrima braka i prema rascvatu u obiteljskom životu. Harmonija para i društva dijelom ovisi o načinu na koji se komplementarnosti, potrebe i uzajamna podrška između spolova žive’ (KKC 2333). Sukladno toj perspektivi, pozitivni zakoni moraju biti sukladni prirodnom pravu, prema kojemu je spolni identitet nužan, jer predstavlja objektivni uvjet za formiranje para u braku.
Godine 2015. papa Franjo izjavljuje da rodna ideologija podrazumijeva sagledavanja o odnosima između spolova koji su posve nepomirljivi s katoličkim vjerskim naukom.

### Afrika
U Africi postoje antirodne aktivnosti u mnogo zemalja pri čemu se također rabi antirodna terminologija skovana u katoličkim krugovima. Naglasak antirodnoga pokreta jest na okolnosti da ideje i nastojanja rodne ideologije u Africi promoviraju neafričke organizacije te se govorio o otporu kulturnom imperijalizmu.

### Italija
U Italiji je prošireno djelovanje antirodnih snaga povodom zakonodavne inicijative za legalizaciju istospolnih zajednica 2013. godine. Tijekom godina uvriježio se ondje način protestiranja na ulici zvan sentinelle antigender ('antirodne straže') čiji su sudionici povezani na nacionalnoj razini. Kod takvih manifestacija grupa prosvjednika u tišini stoji na ulici čitajući u tišini svatko iz svoje knjige. Talijanska javnost to prepoznaje kao antirodnu poruku. Sudionici takvih prosvjeda u pravilu su udaljeni dva metra jedno od drugoga, okrenuti prema nekoj zgradi koja predstavlja simbol društvene moći. Pokret je uspio zahvatiti veliki broj ljudi – u antirodnim demonstracijama održanima u lipnju 2015. godine u Rimu je bilo oko milijun ljudi koji nisu bili samo katolici, nego i pripadnici drugih vjera te nereligiozni ljudi.

### Francuska
Od 2012. godine osobito masovni antidženderistički pokret pod imenom La Manif Pour Tous nastao je u Francuskoj povodom zakonskih promjena kojim se zajednicama osoba istog spola daje status i sva prava braka te su istodobno iz Građanskog zakona izbačeni termini otac, majka, muž, žena i slično te zamijenjeni rodno neutralnim izrazima.
Nakon što je od 2015. godine dio državnih institucija u Francuskoj sve više u službenim dokumentima rabio uključivi jezik gdje se nije rabio ni muški ni ženski gramatički rod, predsjednik vlade Francuske Republike Edouard Philippe u studenom 2017. godine – nakon velike javne debate u kojoj se protiv takve prakse zauzela Francuska Akademija –  donio je odluku kojom se zabranjuje takva praksa i propisuje upotrebu uobičajenoga jezika.

### Kanada
Slično je zabilježeno početkom 2018. godine u Kanadi gdje su službenici državne agencije Service Canada bili dobili uputu da izbjegavaju oslovljavati stranke s gospodine, gospođo i da izbjegavaju rabiti druge rodno označene izraze. Vijest o takvoj uputi izazvala je negodovanje u kanadskoj javnosti i kanadske federalne vlasti ubrzo su poručile da namjeravaju korigirati upute.

### Hrvatska
Pri uvođenju takozvana četvrtog modula zdravstvenog odgoja u Hrvatskoj 2012. – 2013. godine, gdje su se oponenti posebno protivili uvođenju podučavanja o rodnoj teoriji školskoj djeci, kritikama iz katoličkih redova pridružile su se i druge veće vjerske zajednice poput Islamske zajednice. Društvena rasprava povodom uvođenja poduke iz rodne ideologije u Hrvatskoj 2013. godine bila je iznimno žučljiva.

### Mađarska
Godine 2020. iz krugova bliskih Vladi Mađarske daje se inicijativu da se Ustavom zabrani rodnu ideologiju.

### Australija
U Australiji su školske vlasti Novoga Južnog Walesa 2017. godine zabranile da se djecu u školama djecu podučava nekim teorijskim konceptima razvijenih u rodnim studijima (zbog, kako je navedeno, njihove dubiozne utemeljenosti): tako se ne smije podučavati da je rod društveni konstrukt, da seksualnost nije dvojaka i da je promjenjiva. Australski mediji tim povodom izvještavali su da je u školama zabranjena gender theory.

### Sjedinjene Američke Države
U SAD-u su 2021. godine slična ograničenja uvedena u saveznoj državi Texasu gdje se zabranilo podučavati da je pojedinac, zbog svoje rase ili spola, u sebi rasist, seksist ili tlačitelj, bilo svjesno bilo nesvjesno.

### Istanbulska konvencija
Povodom pokrenuta postupka ratifikacije Konvencije Vijeća Europe o sprječavanju i suzbijanju nasilja nad ženama i nasilja u obitelji u Hrvatskom Saboru oglasilo se u prosincu 2017. godine Znanstveno vijeće za obrazovanje i školstvo Hrvatske akademije znanosti i umjetnosti izjavom u kojoj su poručili da je glavni je cilj toga dokumenta zaštita žena i obitelji od nasilja, što nikome dobronamjernome ne može biti sporno. No, isto je tako razvidno da se dijelovi Konvencije temelje na rodnoj ideologiji, što za odgojno-obrazovni sustav Republike Hrvatske smatramo neprihvatljivim jer u nj ne treba unositi zasade bilo kakve partikularne ideologije, pa ni rodne.
Izjavu su osudile feminističke, LGBT i ljevičarske skupina, a HAZU se očitovao da mišljenje jednoga Znanstvenog vijeća HAZU-a ne predstavlja službeno mišljenje čitavog HAZU-a jer se o njemu nije glasalo na razini čitave institucije.
Početkom 2018. godine, nakon široke rasprave u društvu gdje je veliko negodovanje izazvalo definiranje temina rod u konvenciji, u Bugarskoj i Slovačkoj obustavljene su procedure ratifikacije Istambulske konvencije. Već su ranije aktivnosti na ratificiranju odgođene u Latviji i Litvi. U Hrvatskoj je pak, nakon oklijevanja, Vlada Andreja Plenkovića u ožujku 2018. godine najavila aktivnosti što brže ratifikacije Istanbulske konvencije – ne doduše bez protivljenja u društvu. Hrvatska biskupska konferencija iskazala je svoje protivljenje. Dana 22. ožujka 2018. godine Vlada RH objavila je tekst Interpretativne izjave koju će Hrvatska priopćiti prigodom polaganja isprave o ratifikaciji, a gdje se navodi da RH smatra da odredbe Konvencije ne sadrže obveze uvođenja rodne ideologije u hrvatski pravni i obrazovni sustav.

## Vanjske poveznice
- Spol i rod – Program edukacije mladih iz područja reproduktivnog zdravlja i spolno prenosivih bolesti pri Plavom telefonu Zagreb  Arhivirana inačica izvorne stranice od 16. listopada 2014. (Wayback Machine)
- Muško i žensko stvori ih!, poruka Hrvatske biskupske konferencije o rodnoj ideologiji
- Gabriele Kuby: Nova ideologija seksualnosti, Izazovi i opasnosti gender revolucije
- Alen Peruško: 4. modul o rodnoj ideologiji je ne-znanstven i predstavlja ne-djelo  Arhivirana inačica izvorne stranice od 30. prosinca 2012. (Wayback Machine)
- Josip Markotić: Komu smeta kritika rodne ideologije?
- Pismo poljskih biskupa vjernicima: Gender ideologija je destruktivna – borite se protiv nje!
- Muško i žensko stvori ih – na putu dijaloga u pitanju rodne teorije u obrazovanju, dokument Kongregacije za katoličko obrazovanje, Vatikan, 2019.